# AFC Women's Champions League 2024–25
AFC Women's Champions League 2024–25 là mùa giải đầu tiên của AFC Women's Champions League, giải đấu bóng đá nữ cấp câu lạc bộ hàng đầu châu Á do Liên đoàn bóng đá châu Á (AFC) tổ chức.
Đây là giải đấu đầu tiên áp dụng thể thức mới và tên gọi mới là AFC Women's Champions League. Đội vô địch giải đấu này sẽ giành quyền tham dự FIFA Women's Champions Cup lần đầu tiên, được tổ chức vào tháng 1 và tháng 2 năm 2026.

## Phân bổ đội của các hiệp hội
Các nguyên tắc chính cho giải đấu đã được AFC công bố vào ngày 20 tháng 8 năm 2023. Mỗi hiệp hội thành viên tham gia có một câu lạc bộ đại diện, được phân bổ dựa trên Bảng xếp hạng bóng đá nữ thế giới của FIFA tính đến ngày 15 tháng 3 năm 2024. Các câu lạc bộ từ các hiệp hội xếp hạng cao nhất được vào thẳng vòng bảng, trong khi các câu lạc bộ còn lại bắt đầu thi đấu từ vòng sơ loại.
Ban đầu, 22 (trong tổng số 47) hiệp hội thành viên đã đăng ký tham dự giải đấu. Tuy nhiên, Naegohyang đến từ Cộng hòa Dân chủ Nhân dân Triều Tiên rút lui trước lễ bốc thăm.
| Thứ hạng  | Thứ hạng  | Hiệp hội thành viên      | Suất      | Suất     |
| Thứ hạng  | Thứ hạng  | Hiệp hội thành viên      | Vòng bảng | Play-off |
| AFC       | FIFA      | Hiệp hội thành viên      | Vòng bảng | Play-off |
| --------- | --------- | ------------------------ | --------- | -------- |
| 1         | 7         | Nhật Bản                 | 1         | 0        |
| 3         | 12        | Úc                       | 1         | 0        |
| 4         | 19        | Trung Quốc               | 1         | 0        |
| 5         | 20        | Hàn Quốc                 | 1         | 0        |
| 6         | 37        | Việt Nam                 | 1         | 0        |
| 7         | 39        | Philippines              | 1         | 0        |
| 8         | 40        | Đài Bắc Trung Hoa        | 1         | 0        |
| 9         | 47        | Thái Lan                 | 1         | 0        |
| 10        | 48        | Uzbekistan               | 0         | 1        |
| 11        | 54        | Myanmar                  | 0         | 1        |
| 12        | 61        | Iran                     | 0         | 1        |
| 13        | 66        | Ấn Độ                    | 0         | 1        |
| 14        | 74        | Jordan                   | 0         | 1        |
| 15        | 79        | Hồng Kông                | 0         | 1        |
| 17        | 93        | Lào                      | 0         | 1        |
| 18        | 96        | Malaysia                 | 0         | 1        |
| 19        | 100       | Nepal                    | 0         | 1        |
| 22        | 114       | UAE                      | 0         | 1        |
| 28        | 137       | Singapore                | 0         | 1        |
| 38        | 173       | Bhutan                   | 0         | 1        |
| 40        | 175       | Ả Rập Xê Út              | 0         | 1        |
| Tổng cộng | Tổng cộng | Số hiệp hội tham gia: 21 | 8         | 13       |
| Tổng cộng | Tổng cộng | Số hiệp hội tham gia: 21 | 21        |          |

Các hiệp hội không có đội tham dự:
- Brunei
- Campuchia
- Đông Timor
- Indonesia
- Afghanistan
- Kyrgyzstan
- Tajikistan
- Turkmenistan
- CHDCND Triều Tiên (W)
- Guam
- Ma Cao
- Mông Cổ
- Quần đảo Bắc Mariana
- Bangladesh
- Maldives
- Pakistan
- Sri Lanka
- Bahrain
- Iraq
- Kuwait
- Liban
- Oman
- Palestine
- Qatar
- Syria
- Yemen

Chú thích
- W – rút lui trước lễ bốc thăm.

## Thể thức
Giải đấu bao gồm:
- một vòng sơ loại (một bảng bốn đội và ba bảng ba đội) tại các địa điểm tập trung
- một vòng bảng với 12 đội (ba bảng bốn đội) tại các địa điểm tập trung
- một vòng đấu loại trực tiếp, trong đó vòng tứ kết được tổ chức trên sân của các đội nhất bảng và đội nhì bảng có thành tích tốt nhất. Vòng bán kết và trận chung kết được tiến hành tại một địa điểm tập trung.

### Các tiêu chí
Các đội khi thi đấu vòng tròn được xếp hạng theo điểm (3 điểm cho một trận thắng, 1 điểm cho một trận hòa, 0 điểm cho một trận thua). Nếu có hai hay nhiều đội có cùng điểm số, các tiêu chí sau đây sẽ được áp dụng theo thứ tự, để xác định thứ hạng:
1. Điểm trong các trận đối đầu trực tiếp giữa các đội bằng điểm;
2. Hiệu số bàn thắng thua trong các trận đối đầu trực tiếp giữa các đội bằng điểm;
3. Số bàn thắng ghi được trong các trận đối đầu trực tiếp giữa các đội bằng điểm;
4. Nếu có nhiều hơn hai đội bằng điểm, và sau khi áp dụng các tiêu chí đối đầu ở trên, một nhóm nhỏ các đội vẫn còn bằng điểm nhau, tất cả các tiêu chí đối đầu ở trên được áp dụng lại cho riêng nhóm nhỏ này;
5. Hiệu số bàn thắng thua trong tất cả các trận đấu của bảng;
6. Số bàn thắng ghi được trong tất cả các trận đấu của bảng;
7. Sút luân lưu nếu chỉ có hai đội bằng điểm và họ gặp nhau trong trận đấu cuối cùng của bảng;
8. Điểm kỷ luật thấp hơn (thẻ đỏ trực tiếp = 3 điểm; hai thẻ vàng (thẻ đỏ gián tiếp) = 3 điểm; một thẻ vàng = 1 điểm);[8]
9. Bốc thăm

## Lịch thi đấu
| Giai đoạn               | Vòng       | Ngày bốc thăm       | Các ngày               |
| ----------------------- | ---------- | ------------------- | ---------------------- |
| Vòng sơ loại            | Lượt đấu 1 | 18 tháng 7 năm 2024 | 25 tháng 8 năm 2024    |
| Vòng sơ loại            | Lượt đấu 2 | 18 tháng 7 năm 2024 | 28 tháng 8 năm 2024    |
| Vòng sơ loại            | Lượt đấu 3 | 18 tháng 7 năm 2024 | 31 tháng 8 năm 2024    |
| Vòng bảng               | Lượt đấu 1 | 18 tháng 7 năm 2024 | 3–12 tháng 10 năm 2024 |
| Vòng bảng               | Lượt đấu 2 | 18 tháng 7 năm 2024 | 3–12 tháng 10 năm 2024 |
| Vòng bảng               | Lượt đấu 3 | 18 tháng 7 năm 2024 | 3–12 tháng 10 năm 2024 |
| Vòng đấu loại trực tiếp | Tứ kết     | 8 tháng 1 năm 2025  | 22–23 tháng 3 năm 2025 |
| Vòng đấu loại trực tiếp | Bán kết    | 8 tháng 1 năm 2025  | 21 tháng 5 năm 2025    |
| Vòng đấu loại trực tiếp | Chung kết  | 8 tháng 1 năm 2025  | 24 tháng 5 năm 2025    |

## Các đội bóng
Các câu lạc bộ từ tám hiệp hội thành viên hàng đầu giành quyền tham dự trực tiếp vòng đấu bảng, 13 câu lạc bộ còn lại giành quyền tham dự vòng sơ loại.
| Đội                            | Tư cách tham dự                                |
| ------------------------------ | ---------------------------------------------- |
| Urawa Red Diamonds             | Vô địch WE League 2023–24                      |
| Melbourne City                 | Đứng đầu mùa giải chính A-League Women 2023–24 |
| Vũ Hán Giang Đại               | Vô dịch Chinese Women's Super League 2023      |
| Incheon Red Angels             | Vô địch WK League 2023                         |
| Thành phố Hồ Chí Minh          | Vô địch Giải bóng đá nữ vô địch quốc gia 2023  |
| Kaya–Iloilo                    | Vô địch PFF Women's League 2023                |
| Taichung Blue Whale            | Vô địch Giải bóng đá Mộc Lan Đài Loan 2023     |
| Trường Cao đẳng Học giả châu Á | Vô địch Thai Women's League 1 2024             |

| Đội                        | Tư cách tham dự                                         |
| -------------------------- | ------------------------------------------------------- |
| Nasaf                      | Vô địch Uzbekistan Women's League 2024                  |
| Myawady                    | Vô địch Myanmar Women's League 2023                     |
| Bam Khatoon                | Vô địch Kowsar Women Football League 2023–24            |
| Odisha                     | Vô địch Indian Women's League 2023–24                   |
| Etihad                     | Vô địch Giải bóng đá nữ chuyên nghiệp Jordan 2023       |
| Kitchee                    | Vô địch Hong Kong Women League 2023–24                  |
| Young Elephants            | Vô địch Lao Women League 2023                           |
| Sabah                      | Vô địch Giải bóng đá nữ vô địch quốc gia Malaysia 2023  |
| APF                        | Vô địch Giải bóng đá nữ vô địch quốc gia Nepal 2022     |
| Abu Dhabi Country Club     | Vô địch UAE Women's Football League 2023–24             |
| Lion City Sailors          | Vô địch Giải bóng đá nữ Ngoại hạng Singapore 2023       |
| Học viện Hoàng gia Thimphu | Vô địch Giải bóng đá nữ vô địch quốc gia Bhutan 2023–24 |
| Al-Nassr                   | Vô địch Giải bóng đá nữ Ngoại hạng Ả Rập Xê Út 2023–24  |

## Vòng sơ loại

### Hạt giống
| Nhóm 1                                       | Nhóm 2                                                   | Nhóm 3                                                                                  | Nhóm 4          |
| -------------------------------------------- | -------------------------------------------------------- | --------------------------------------------------------------------------------------- | --------------- |
| 1. Nasaf 2. Myawady 3. Bam Khatoon 4. Odisha | 1. Etihad (H) 2. Kitchee 3. Young Elephants 4. Sabah (H) | 1. APF 2. Abu Dhabi Country Club 3. Lion City Sailors 4. Học viện Hoàng gia Thimphu (H) | 1. Al-Nassr (H) |

(H) Chủ nhà

### Bảng A
- Tất cả các trận đấu được tổ chức tại Ả Rập Xê Út.
- Thời gian được liệt kê là UTC+3.

| VT | Đội                    | ST | T | H | B | BT | BB | HS | Đ | Giành quyền tham dự |
| -- | ---------------------- | -- | - | - | - | -- | -- | -- | - | ------------------- |
| 1  | Abu Dhabi Country Club | 3  | 3 | 0 | 0 | 4  | 1  | +3 | 9 | Lọt vào vòng bảng   |
| 2  | Al-Nassr (H)           | 3  | 2 | 0 | 1 | 6  | 1  | +5 | 6 |                     |
| 3  | Young Elephants        | 3  | 1 | 0 | 2 | 4  | 5  | −1 | 3 |                     |
| 4  | Myawady                | 3  | 0 | 0 | 3 | 0  | 7  | −7 | 0 |                     |

| Young Elephants | 1–2      | Abu Dhabi Country Club    |
| --------------- | -------- | ------------------------- |
| - Yoeurn 83'    | Chi tiết | - Tetteh 38' - Poudel 46' |

| Myawady | 0–3      | Al-Nassr                           |
| ------- | -------- | ---------------------------------- |
|         | Chi tiết | - Luvanga 21', 28' - Al-Saiari 63' |

| Abu Dhabi Country Club | 1–0      | Myawady |
| ---------------------- | -------- | ------- |
| - Al Marzooqi 87'      | Chi tiết |         |

| Al-Nassr                                  | 3–0      | Young Elephants |
| ----------------------------------------- | -------- | --------------- |
| - Boussaha 37' - Kipoyi 39' - Luvanga 52' | Chi tiết |                 |

| Myawady | 0–3      | Young Elephants                  |
| ------- | -------- | -------------------------------- |
|         | Chi tiết | - Sone 24' - Yanagisawa 45', 77' |

| Abu Dhabi Country Club | 1–0      | Al-Nassr |
| ---------------------- | -------- | -------- |
| Poudel 68'             | Chi tiết |          |

### Bảng B
- Tất cả các trận đấu được tổ chức tại Jordan.
- Thời gian được liệt kê là UTC+3.

| VT | Đội               | ST | T | H | B | BT | BB | HS | Đ | Giành quyền tham dự |
| -- | ----------------- | -- | - | - | - | -- | -- | -- | - | ------------------- |
| 1  | Odisha            | 2  | 2 | 0 | 0 | 6  | 2  | +4 | 6 | Lọt vào vòng bảng   |
| 2  | Etihad (H)        | 2  | 1 | 0 | 1 | 6  | 2  | +4 | 3 |                     |
| 3  | Lion City Sailors | 2  | 0 | 0 | 2 | 1  | 9  | −8 | 0 |                     |

| Lion City Sailors | 1–4      | Odisha                                                   |
| ----------------- | -------- | -------------------------------------------------------- |
| - R. Ee 43'       | Chi tiết | - Dorcas Chu 20' (l.n.) - Kom 54', 57' - Ruzi 88' (l.n.) |

| Etihad                                    | 5–0      | Lion City Sailors |
| ----------------------------------------- | -------- | ----------------- |
| - Jbarah 29', 35', 57', 59' - Fraij 45+2' | Chi tiết |                   |

| Odisha          | 2–1      | Etihad     |
| --------------- | -------- | ---------- |
| Yeboah 27', 70' | Chi tiết | Jbarah 57' |

### Bảng C
- Tất cả các trận đấu được tổ chức tại Malaysia.
- Thời gian được liệt kê là UTC+8.

| VT | Đội       | ST | T | H | B | BT | BB | HS | Đ | Giành quyền tham dự |
| -- | --------- | -- | - | - | - | -- | -- | -- | - | ------------------- |
| 1  | Sabah (H) | 2  | 1 | 1 | 0 | 2  | 1  | +1 | 4 | Lọt vào vòng bảng   |
| 2  | Nasaf     | 2  | 1 | 0 | 1 | 2  | 2  | 0  | 3 |                     |
| 3  | APF       | 2  | 0 | 1 | 1 | 0  | 1  | −1 | 1 |                     |

| APF | 0–1      | Nasaf              |
| --- | -------- | ------------------ |
|     | Chi tiết | Niber-Lawrence 49' |

| Sabah | 0–0      | APF |
| ----- | -------- | --- |
|       | Chi tiết |     |

| Nasaf      | 1–2      | Sabah                      |
| ---------- | -------- | -------------------------- |
| Njolle 83' | Chi tiết | - Win Theingi Tun 32', 44' |

### Bảng D
- Tất cả các trận đấu được tổ chức tại Bhutan.
- Thời gian được liệt kê là UTC+6.

| VT | Đội                            | ST | T | H | B | BT | BB | HS | Đ | Giành quyền tham dự |
| -- | ------------------------------ | -- | - | - | - | -- | -- | -- | - | ------------------- |
| 1  | Bam Khatoon                    | 2  | 2 | 0 | 0 | 4  | 1  | +3 | 6 | Lọt vào vòng bảng   |
| 2  | Kitchee                        | 2  | 1 | 0 | 1 | 1  | 2  | −1 | 3 |                     |
| 3  | Học viện Hoàng gia Thimphu (H) | 2  | 0 | 0 | 2 | 1  | 3  | −2 | 0 |                     |

| Học viện Hoàng gia Thimphu | 1–2      | Bam Khatoon                     |
| -------------------------- | -------- | ------------------------------- |
| - Chakma 27'               | Chi tiết | - Hamoudi 34' - Jafarizadeh 75' |

| Kitchee         | 1–0      | Học viện Hoàng gia Thimphu |
| --------------- | -------- | -------------------------- |
| Fu Chiu Man 41' | Chi tiết |                            |

| Bam Khatoon                  | 2–0      | Kitchee |
| ---------------------------- | -------- | ------- |
| - Amineh 45+2' - Hamoudi 64' | Chi tiết |         |

## Vòng bảng
Vòng bảng diễn ra từ ngày 6 đến ngày 12 tháng 10 năm 2024. Bốn đội trong mỗi bảng thi đấu tập trung tại một địa điểm theo thể thức vòng tròn một lượt. Hai đội đứng đầu mỗi bảng cùng với hai đội đứng thứ ba có thành tích tốt nhất lọt vào vòng đấu loại trực tiếp.

### Hạt giống
12 câu lạc bộ được chia thành bốn nhóm hạt giống, trong đó nhóm 4 bao gồm các đội đứng đầu bảng ở vòng sơ loại, những đội chưa xác định được danh tính tại thời điểm bốc thăm.
| Nhóm 1                                                          | Nhóm 2                                                            | Nhóm 3                                                       | Nhóm 4                                                      |
| --------------------------------------------------------------- | ----------------------------------------------------------------- | ------------------------------------------------------------ | ----------------------------------------------------------- |
| 1. Urawa Red Diamonds 2. Melbourne City 3. Vũ Hán Giang Đại (H) | 1. Incheon Red Angels 2. Thành phố Hồ Chí Minh (H) 3. Kaya–Iloilo | 1. Taichung Blue Whale 2. Trường Cao đẳng Học giả châu Á (H) | 1. Abu Dhabi Country Club 2. Odisha 3. Sabah 4. Bam Khatoon |

(H) Chủ nhà

### Bảng A
- Tất cả các trận đấu được tổ chức tại Trung Quốc.
- Thời gian được liệt kê là UTC+8.

| VT | Đội                    | ST | T | H | B | BT | BB | HS  | Đ | Giành quyền tham dự |
| -- | ---------------------- | -- | - | - | - | -- | -- | --- | - | ------------------- |
| 1  | Incheon Red Angels     | 3  | 2 | 1 | 0 | 7  | 2  | +5  | 7 | Lọt vào vòng tứ kết |
| 2  | Abu Dhabi Country Club | 3  | 1 | 2 | 0 | 6  | 5  | +1  | 5 | Lọt vào vòng tứ kết |
| 3  | Vũ Hán Giang Đại (H)   | 3  | 1 | 0 | 2 | 8  | 4  | +4  | 3 | Lọt vào vòng tứ kết |
| 4  | Sabah                  | 3  | 0 | 1 | 2 | 2  | 12 | −10 | 1 |                     |

| Vũ Hán Giang Đại | 1–2      | Abu Dhabi Country Club |
| ---------------- | -------- | ---------------------- |
| Mupopo 4'        | Chi tiết | Juma 90', 90+3'        |

| Incheon Red Angels                    | 3–0      | Sabah |
| ------------------------------------- | -------- | ----- |
| - Jang Chang 25' - Engesha 32', 45+3' | Chi tiết |       |

| Sabah | 0–7      | Vũ Hán Giang Đại                                                                       |
| ----- | -------- | -------------------------------------------------------------------------------------- |
|       | Chi tiết | - Mupopo 31' - Tống Đoan 39' - Đặng Mộng Diệp 44', 55', 81' - Traoré 53' - Diêu Vĩ 57' |

| Abu Dhabi Country Club   | 2–2      | Incheon Red Angels   |
| ------------------------ | -------- | -------------------- |
| - Ivanuša 3' - Kuliš 55' | Chi tiết | - Engesha 34', 90+8' |

| Sabah                    | 2–2      | Abu Dhabi Country Club     |
| ------------------------ | -------- | -------------------------- |
| - Narita 10' - Intan 77' | Chi tiết | - Ibrahim 30' - Tetteh 44' |

| Vũ Hán Giang Đại | 0–2      | Incheon Red Angels         |
| ---------------- | -------- | -------------------------- |
|                  | Chi tiết | - Tanaka 43' - Engesha 79' |

### Bảng B
- Tất cả các trận đấu được tổ chức tại Thái Lan.
- Thời gian được liệt kê là UTC+7.

| VT | Đội                                | ST | T | H | B | BT | BB | HS | Đ | Giành quyền tham dự |
| -- | ---------------------------------- | -- | - | - | - | -- | -- | -- | - | ------------------- |
| 1  | Melbourne City                     | 3  | 3 | 0 | 0 | 9  | 1  | +8 | 9 | Lọt vào vòng tứ kết |
| 2  | Bam Khatoon                        | 3  | 1 | 1 | 1 | 4  | 4  | 0  | 4 | Lọt vào vòng tứ kết |
| 3  | Kaya–Iloilo                        | 3  | 0 | 2 | 1 | 1  | 5  | −4 | 2 |                     |
| 4  | Trường Cao đẳng Học giả châu Á (H) | 3  | 0 | 1 | 2 | 1  | 5  | −4 | 1 |                     |

| Melbourne City                   | 2–1      | Bam Khatoon   |
| -------------------------------- | -------- | ------------- |
| - Pollicina 40' - Speckmaier 43' | Chi tiết | - Hamoudi 70' |

| Kaya–Iloilo | 0–0      | Trường Cao đẳng Học giả châu Á |
| ----------- | -------- | ------------------------------ |
|             | Chi tiết |                                |

| Bam Khatoon          | 1–1      | Kaya–Iloilo   |
| -------------------- | -------- | ------------- |
| Ghanbari 39' (ph.đ.) | Chi tiết | Onrubia 90+4' |

| Trường Cao đẳng Học giả châu Á | 0–3      | Melbourne City                             |
| ------------------------------ | -------- | ------------------------------------------ |
|                                | Chi tiết | - Speckmaier 16' - Vlajnic 51' - Bosch 67' |

| Melbourne City                              | 4–0      | Kaya–Iloilo |
| ------------------------------------------- | -------- | ----------- |
| - Speckmaier 4' - Stott 7' - Bosch 10', 38' | Chi tiết |             |

| Trường Cao đẳng Học giả châu Á | 1–2      | Bam Khatoon                        |
| ------------------------------ | -------- | ---------------------------------- |
| Orapin 30'                     | Chi tiết | - Jafarizadeh 35' - Ghanbari 90+3' |

### Bảng C
- Tất cả các trận đấu được tổ chức tại Việt Nam.
- Thời gian được liệt kê là UTC+7.

| VT | Đội                       | ST | T | H | B | BT | BB | HS  | Đ | Giành quyền tham dự |
| -- | ------------------------- | -- | - | - | - | -- | -- | --- | - | ------------------- |
| 1  | Urawa Red Diamonds        | 3  | 3 | 0 | 0 | 21 | 0  | +21 | 9 | Lọt vào vòng tứ kết |
| 2  | Thành phố Hồ Chí Minh (H) | 3  | 2 | 0 | 1 | 6  | 4  | +2  | 6 | Lọt vào vòng tứ kết |
| 3  | Taichung Blue Whale       | 3  | 1 | 0 | 2 | 5  | 5  | 0   | 3 | Lọt vào vòng tứ kết |
| 4  | Odisha                    | 3  | 0 | 0 | 3 | 1  | 24 | −23 | 0 |                     |

| Urawa Red Diamonds | 17–0     | Odisha |
| --- | -------- | ------ |
| - Endo 5' - Fujisaki 9' - Takatsuka 13' - Shiokoshi 15', 18', 30' - Shimada 17', 44' - Tanno 53' - Kurishima 54' - Ito 56', 59', 62', 66', 90+4' - Tsunoda 68' - Takeuchi 83' | Chi tiết |        |

| Thành phố Hồ Chí Minh                            | 3–1      | Taichung Blue Whale |
| ------------------------------------------------ | -------- | ------------------- |
| - Nguyễn Thị Tuyết Ngân 50' - Huỳnh Như 65', 67' | Chi tiết | Huang Ke-sin 85'    |

| Taichung Blue Whale | 0–2      | Urawa Red Diamonds                  |
| ------------------- | -------- | ----------------------------------- |
|                     | Chi tiết | - Shiokoshi 65' (ph.đ.) - Tanno 70' |

| Odisha     | 1–3      | Thành phố Hồ Chí Minh                                              |
| ---------- | -------- | ------------------------------------------------------------------ |
| Yeboah 63' | Chi tiết | - Nguyễn Thị Kim Yến 1' - Huỳnh Như 42' - Ngô Thị Hồng Nhung 90+4' |

| Taichung Blue Whale                                | 4–0      | Odisha |
| -------------------------------------------------- | -------- | ------ |
| - Chen Jin-wen 42', 69' - Tanaka 45' - Silawan 57' | Chi tiết |        |

| Urawa Red Diamonds                         | 2–0      | Thành phố Hồ Chí Minh |
| ------------------------------------------ | -------- | --------------------- |
| - Chương Thị Kiều 25' (l.n.) - Tsunoda 50' | Chi tiết |                       |

### Xếp hạng các đội nhì bảng đấu
| VT | Bg | Đội                    | ST | T | H | B | BT | BB | HS | Đ | Ghi chú                                     |
| -- | -- | ---------------------- | -- | - | - | - | -- | -- | -- | - | ------------------------------------------- |
| 1  | C  | Thành phố Hồ Chí Minh  | 3  | 2 | 0 | 1 | 6  | 4  | +2 | 6 | Hạt giống tại lễ bốc thăm vòng tứ kết       |
| 2  | A  | Abu Dhabi Country Club | 3  | 1 | 2 | 0 | 6  | 5  | +1 | 5 | Không hạt giống tại lễ bốc thăm vòng tứ kết |
| 3  | B  | Bam Khatoon            | 3  | 1 | 1 | 1 | 4  | 4  | 0  | 4 | Không hạt giống tại lễ bốc thăm vòng tứ kết |

### Xếp hạng các đội đứng thứ ba bảng đấu
| VT | Bg | Đội                 | ST | T | H | B | BT | BB | HS | Đ | Giành quyền tham dự                   |
| -- | -- | ------------------- | -- | - | - | - | -- | -- | -- | - | ------------------------------------- |
| 1  | A  | Vũ Hán Giang Đại    | 3  | 1 | 0 | 2 | 8  | 4  | +4 | 3 | Lọt vào vòng tứ kết (không hạt giống) |
| 2  | C  | Taichung Blue Whale | 3  | 1 | 0 | 2 | 5  | 5  | 0  | 3 | Lọt vào vòng tứ kết (không hạt giống) |
| 3  | B  | Kaya–Iloilo         | 3  | 0 | 2 | 1 | 1  | 5  | −4 | 2 |                                       |

## Vòng đấu loại trực tiếp
Vòng đấu loại trực tiếp thi đấu theo thể thức một lượt trận. Các trận bán kết và trận chung kết diễn ra tại một địa điểm trung lập.

### Bốc thăm
Lễ bốc thăm được tổ chức vào ngày 8 tháng 1 năm 2025. Ở vòng tứ kết, các đội được xếp hạt giống dựa trên thành tích thi đấu tại vòng bảng. Ba đội nhất bảng và đội nhì bảng tốt nhất được chọn làm hạt giống và là chủ nhà của các trận đấu. Các đội ở cùng bảng không được đối đầu với nhau.
| Hạt giống                                                                          | Không hạt giống                                                                 |
| ---------------------------------------------------------------------------------- | ------------------------------------------------------------------------------- |
| - Urawa Red Diamonds - Melbourne City - Incheon Red Angels - Thành phố Hồ Chí Minh | - Abu Dhabi Country Club - Bam Khatoon - Vũ Hán Giang Đại - Taichung Blue Whale |

### Sơ đồ
|  | Tứ kết                             | Tứ kết           |                       |   | Bán kết | Bán kết |  |  | Chung kết | Chung kết |
|  |                                    |                  |                       |   |         |         |  |  |           |           |
|  | 22 tháng 3 – Incheon               |                  |                       |   |         |         |  |  |           |           |
|  |                                    |                  |                       |   |         |         |  |  |           |           |
|  | Incheon Red Angels                 | 1                |                       |   |         |         |  |  |           |           |
|  | Incheon Red Angels                 | 1                | 21 tháng 5 – Vũ Hán   |   |         |         |  |  |           |           |
|  | Bam Khatoon                        | 0                |                       |   |         |         |  |  |           |           |
|  | Bam Khatoon                        | 0                | Incheon Red Angels    | 0 |         |         |  |  |           |           |
|  | 23 tháng 3 – Melbourne             |                  | Incheon Red Angels    | 0 |         |         |  |  |           |           |
|  |                                    |                  | Melbourne City        | 1 |         |         |  |  |           |           |
|  | Melbourne City                     | 3                | Melbourne City        | 1 |         |         |  |  |           |           |
|  | Melbourne City                     | 3                | 24 tháng 5 – Vũ Hán   |   |         |         |  |  |           |           |
|  | Taichung Blue Whale                | 0                |                       |   |         |         |  |  |           |           |
|  | Taichung Blue Whale                | 0                | Melbourne City        |   |         |         |  |  |           |           |
|  | 23 tháng 3 – Kumagaya              |                  |                       |   |         |         |  |  |           |           |
|  |                                    | Vũ Hán Giang Đại |                       |   |         |         |  |  |           |           |
|  | Urawa Red Diamonds                 | 0 (5)            |                       |   |         |         |  |  |           |           |
|  | Urawa Red Diamonds                 | 0 (5)            | 21 tháng 5 – Vũ Hán   |   |         |         |  |  |           |           |
|  | Vũ Hán Giang Đại                   | 0 (6)            |                       |   |         |         |  |  |           |           |
|  | Vũ Hán Giang Đại                   | 0 (6)            | Vũ Hán Giang Đại      | 2 |         |         |  |  |           |           |
|  | 22 tháng 3 – Thành phố Hồ Chí Minh |                  | Vũ Hán Giang Đại      | 2 |         |         |  |  |           |           |
|  |                                    |                  | Thành phố Hồ Chí Minh | 0 |         |         |  |  |           |           |
|  | Thành phố Hồ Chí Minh              | 5                | Thành phố Hồ Chí Minh | 0 |         |         |  |  |           |           |
|  | Thành phố Hồ Chí Minh              | 5                |                       |   |         |         |  |  |           |           |
|  | Abu Dhabi Country Club             | 4                |                       |   |         |         |  |  |           |           |
|  | Abu Dhabi Country Club             | 4                |                       |   |         |         |  |  |           |           |
|  |                                    |                  |                       |   |         |         |  |  |           |           |

### Các trận đấu

#### Tứ kết
| Incheon Red Angels | 1–0      | Bam Khatoon |
| ------------------ | -------- | ----------- |
| Kim Myeong-jin 81' | Chi tiết |             |

| Thành phố Hồ Chí Minh                                                                                        | 5–4      | Abu Dhabi Country Club                          |
| --- | -------- | ----------------------------------------------- |
| - K'Thủa 63' - Chương Thị Kiều 67' - Trần Nguyễn Bảo Châu 76' - Ngô Thị Hồng Nhung 83' - Al-Zaabi 89' (l.n.) | Chi tiết | - Adubea 3' - Al-Ghafri 15' - Tetteh 45+2', 74' |

| Melbourne City                                          | 3–0      | Taichung Blue Whale |
| ------------------------------------------------------- | -------- | ------------------- |
| - Speckmaier 4' - Li Pei-jung 43' (l.n.) - McNamara 63' | Chi tiết |                     |

| Urawa Red Diamonds                                                         | 0–0 (s.h.p.) | Vũ Hán Giang Đại                                                                                              |
| -------------------------------------------------------------------------- | ------------ | --- |
|                                                                            | Chi tiết     | |
| Loạt sút luân lưu                                                          |              | |
| - Takahashi - Shiokoshi - Fujisaki - Ikeda - Goto - Ito - Kurishima - Endo | 5–6          | - Diêu Vĩ - Ngô Hải Yến - Đặng Mộng Diệp - Triệu Ngọc Tân - Vương Sương - Tăng Hán - Mã Quân - Từ Thiên Thiên |

#### Bán kết
| Incheon Red Angels | 0–1      | Melbourne City |
| ------------------ | -------- | -------------- |
|                    | Chi tiết | McMahon 90+4'  |

| Vũ Hán Giang Đại                  | 2–0      | Thành phố Hồ Chí Minh |
| --------------------------------- | -------- | --------------------- |
| - Vương Sương 34' - Tống Đoan 54' | Chi tiết |                       |

#### Chung kết
| Melbourne City | v | Vũ Hán Giang Đại |
| -------------- | - | ---------------- |
|                |   |                  |

## Cầu thủ ghi bàn hàng đầu
Tính đến 23 tháng 3 năm 2025
| Hạng | Cầu thủ            | Câu lạc bộ             | MD1 | MD2 | MD3 | QF | SF | F | Tổng |
| ---- | ------------------ | ---------------------- | --- | --- | --- | -- | -- | - | ---- |
| 1    | Terry Engesha      | Incheon Red Angels     | 2   | 2   | 1   |    |    |   | 5    |
| 1    | Ito Miki           | Urawa Red Diamonds     | 5   |     |     |    |    |   | 5    |
| 3    | Shiokoshi Yuzuho   | Urawa Red Diamonds     | 3   | 1   |     |    |    |   | 4    |
| 3    | Mariana Speckmaier | Melbourne City         | 1   | 1   | 1   | 1  |    |   | 4    |
| 5    | Lourdes Bosch      | Melbourne City         |     | 1   | 2   |    |    |   | 3    |
| 5    | Đặng Mộng Diệp     | Vũ Hán Giang Đại       |     | 3   |     |    |    |   | 3    |
| 5    | Huỳnh Như          | Thành phố Hồ Chí Minh  | 2   | 1   |     |    |    |   | 3    |
| 5    | Eugenia Tetteh     | Abu Dhabi Country Club |     |     | 1   | 2  |    |   | 3    |
| 9    | Ngô Thị Hồng Nhung | Thành phố Hồ Chí Minh  |     | 1   |     | 1  |    |   | 2    |
| 9    | Zahra Ghanbari     | Bam Khatoon            |     | 1   | 1   |    |    |   | 2    |
| 9    | Chen Jin-wen       | Taichung Blue Whale    |     |     | 2   |    |    |   | 2    |
| 9    | Naeema Juma        | Abu Dhabi Country Club | 2   |     |     |    |    |   | 2    |
| 9    | Kabange Mupopo     | Vũ Hán Giang Đại       | 1   | 1   |     |    |    |   | 2    |
| 9    | Shimada Mei        | Urawa Red Diamonds     | 2   |     |     |    |    |   | 2    |
| 9    | Tanno Ririka       | Urawa Red Diamonds     | 1   | 1   |     |    |    |   | 2    |
| 9    | Tsunoda Fuka       | Urawa Red Diamonds     | 1   |     | 1   |    |    |   | 2    |

Ghi chú
- Goals scored in the qualifying play-offs and matches voided by AFC are not counted when determining top scorer.